# La Parra
La Parra – gmina w Hiszpanii, w rejonie Estremadura, w prowincji Badajoz. Zamieszkuje ją 1416 osób.